# Sminthopsis butleri
El ratón marsupial de Butler o dunnart de Butler (Sminthopsis butleri) es una especie de marsupial dasiuromorfo de la familia Dasyuridae propia de Australia.

## Características
Es de color marrón o gris en la parte superior, y blanco en la inferior. Es un animal parecido a su pariente próximo: el ratón marsupial de Kakadu.
El tamaño total del ratón marsupial de Butler es de 147 a 178 mm (75 a 88 mm de la cabeza al ano y de 72 a 90 mm de cola). El peso varía entre 10 y 20 gramos, dependiendo de una variedad de factores, como el sexo, la abundancia de alimento, el hábitat, etc. 

## Distribución y hábitat
Se encuentra en el norte de la región de Kimberley, cerca de Kalumburu, en Australia Occidental, y en las islas Bathurst y Melville, del Territorio del Norte. Su hábitat consiste en bosques de eucaliptos y melaleucas con suelos arenosos, desde la costa hasta zonas interiores a unos 20 km de ella. También está presente en la isla de Nueva Guinea, donde se encuentra en prados y sabanas de la parte occidental.